# Agrostis littoralis
Agrostis littoralis é uma espécie de gramínea do gênero Agrostis, pertencente à família Poaceae.